# Torpedo (carrosserievorm)

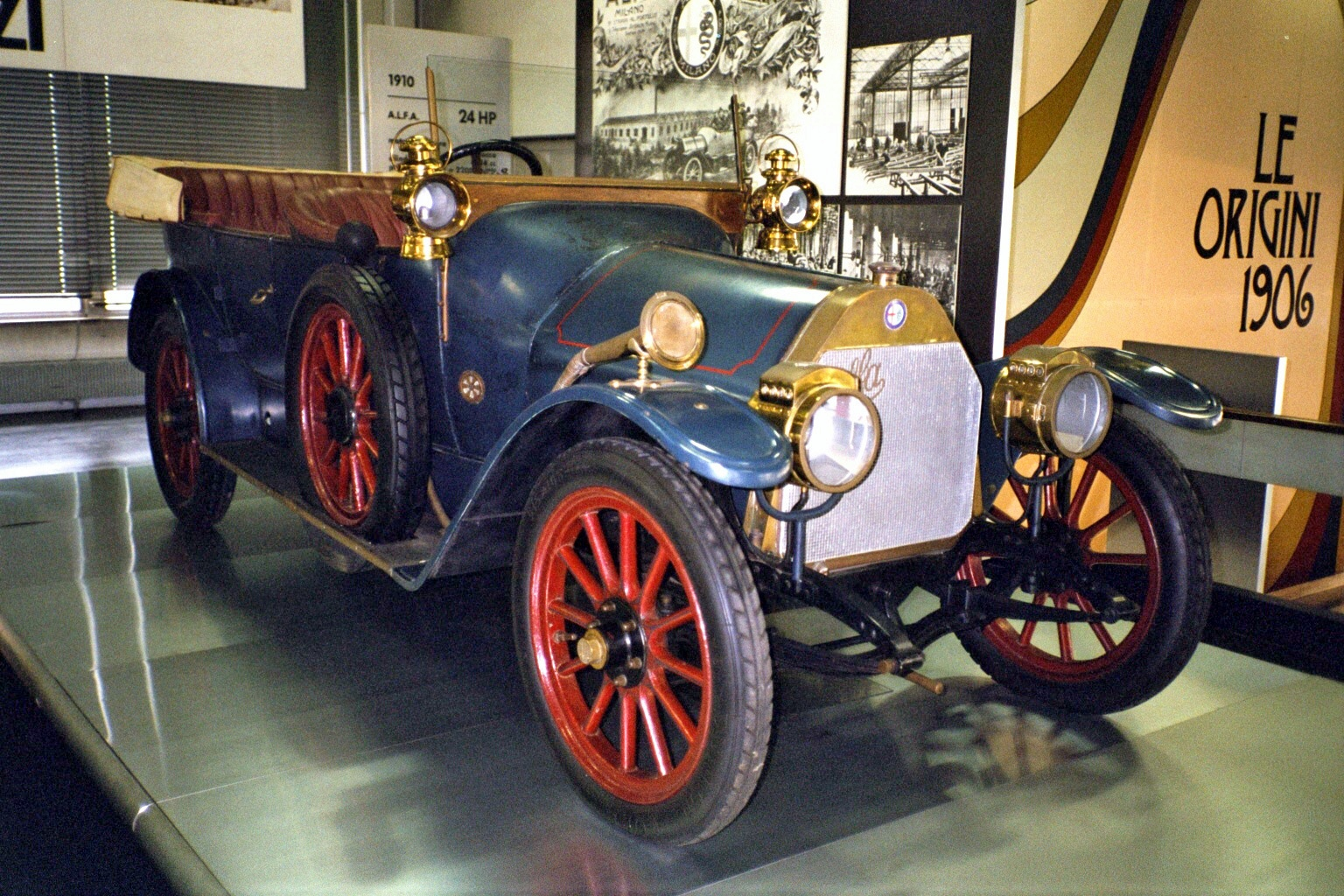
ALFA 24 HP, een torpedo uit 1910

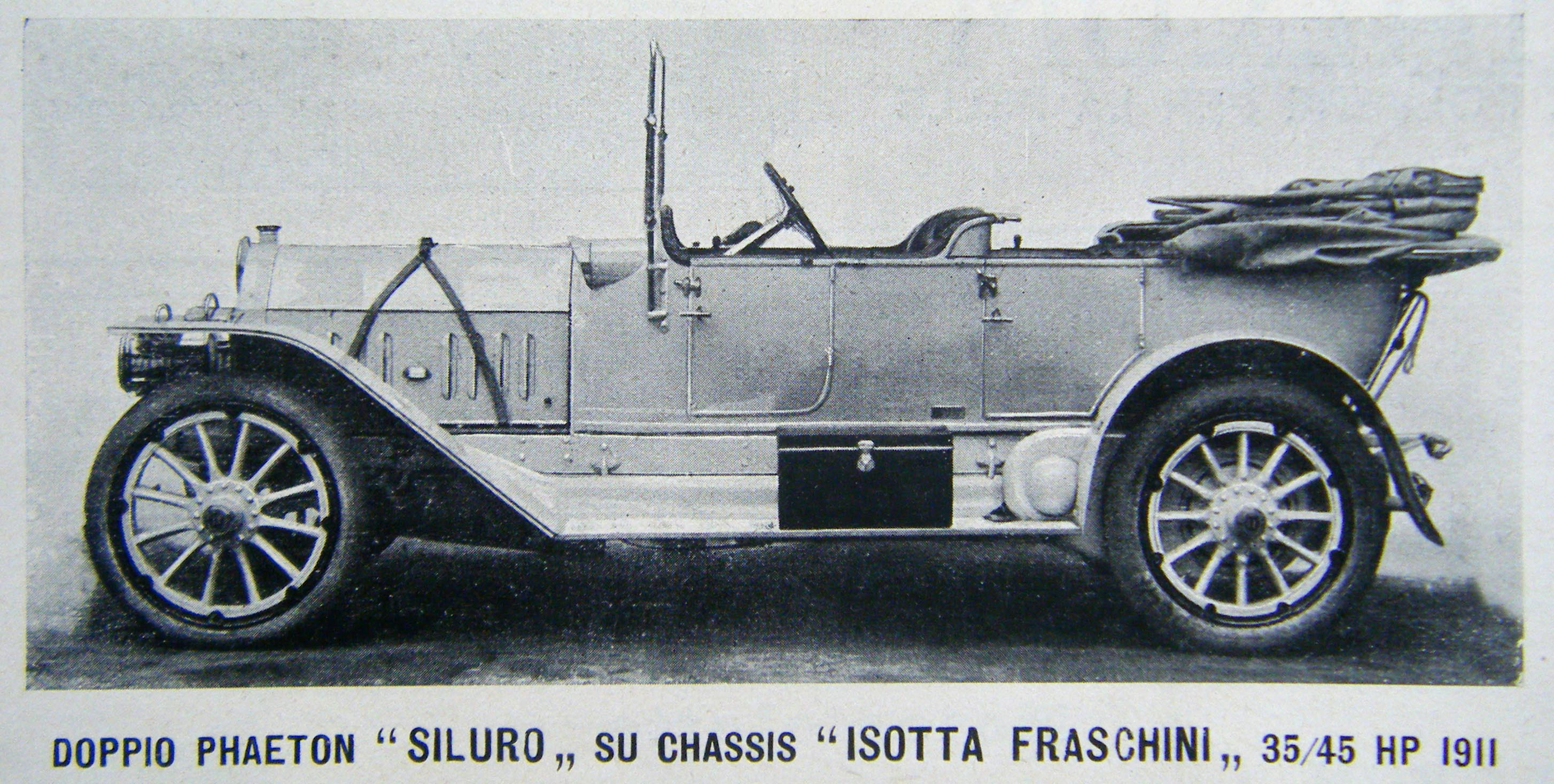
Isotta Fraschini 35/45 HP "Siluro", een dubbele phaeton torpedo uit 1911

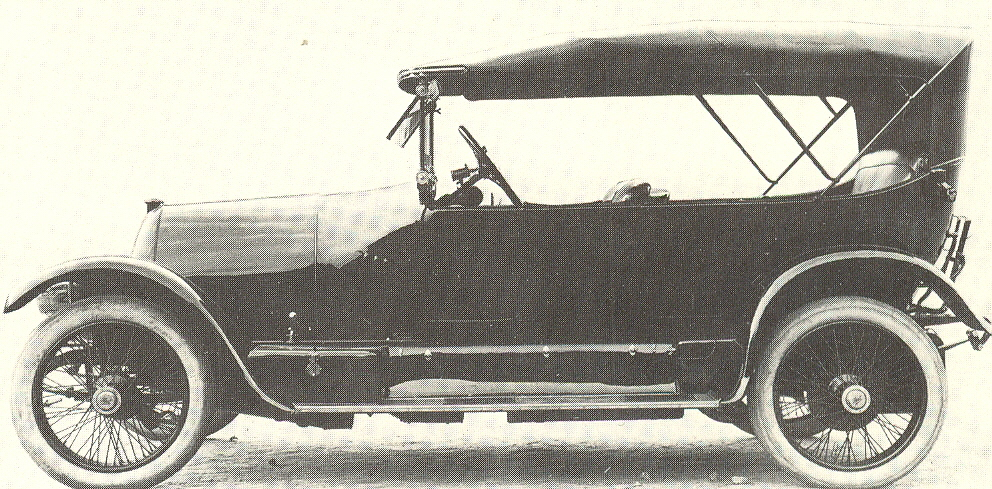
Fiat Tipo 3, een torpedo uit 1912

Een torpedo is een carrosserievorm die gebruikt werd van het begin van de twintigste eeuw tot het midden van de jaren dertig, maar volledig verdween nog voor de Tweede Wereldoorlog.

## Historiek
De benaming torpedo werd in 1908 geïntroduceerd door de Belgische autodealer Theo Masui, die in Londen optrad als importeur van het Franse automerk Grégoire, en een gestroomlijnde carrosserie ontwierp genaamd The Torpedo.
Dit ontwerp werd later doorontwikkeld tot zijn definitieve vorm door de constructie van de motorkap aan te passen aan de taille van de auto, waardoor een doorlopende zijlijn van voor naar achter werd gecreëerd. De vooruitgang ten opzichte van de phaeton bestond erin de zijlijn te verhogen en daardoor de veiligheid voor de inzittenden te verbeteren, vooral in bochten. Torpedo werd zo een verzamelnaam.
Een torpedo is een open carrosserie met meestal vier of vijf zitplaatsen, een relatief eenvoudig scharnierend stoffen dak en lage zijpanelen en deuren. De torpedocarrosserie heeft geen B-stijlen, alleen de achterste bogen en de A-stijlen dragen het dak. Een belangrijk nadeel van de torpedocarrosserie was de meestal nogal slechte bescherming tegen weersinvloeden vanwege het eenvoudige dak.
Auto's met torpedocarrosserieën werden gemaakt door verschillende fabrikanten zoals Fiat, Isotta Fraschini, Lancia en Rolls-Royce. Vergelijkbare soorten auto's zijn de phaeton en de toerwagen. Na verloop van tijd gingen deze vormen steeds meer op elkaar lijken en uiteindelijk kreeg de naam phaeton de overhand. Door de opkomst van modernere carrosserie-ontwerpen begon hun belang vanaf de jaren 1920 af te nemen, totdat ze voor de Tweede Wereldoorlog volledig verdwenen.

## Varianten

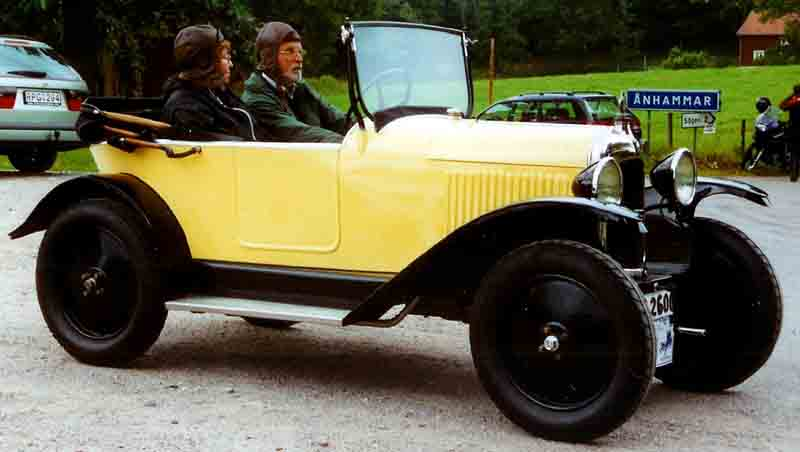
Ook Torpedo genoemd door de fabrikant: Citroën 5 CV (1923), hier als tweezitter Type C2

Sommige autofabrikanten en carrosseriebouwers gebruikten de term torpedo ook voor andere modellen, vaak voor open versies met een sportief tintje. 
Vroege voorbeelden hiervan zijn de Hupmobile Model 20 Torpedo uit 1911, een tweezits roadster met een eivormige staart, en de Ford Model T Torpedo Runabout, die in vergelijking met andere T-modellen van dat jaar een langere motorkap, afgeronde spatborden en een lagere zitpositie had. Terwijl de Hupmobile Torpedo het volgende jaar verdwenen was, bracht Ford in 1912 een Model T Torpedo Roadster uit, hoewel deze niet meer zo verschillend was van de andere modellen.
De Citroën Model C, die gebouwd werd van 1922 tot 1926 en verkrijgbaar was in twee wielbases (C2 en C3), werd erg populair in Frankrijk. Van beide uitvoeringen was een torpedo-versie met een spitse staart ("ducktail") verkrijgbaar.